# Biała Podlaska Miasto
Biała Podlaska Miasto – dawny wąskotorowy kolejowy przystanek osobowy Bialskiej Kolei Dojazdowej w mieście Biała Podlaska, w województwie lubelskim, w Polsce.